# Ichikikushikino
Ichikikushikino (いちき串木野市 Ichikikushikino-shi?) es una ciudad en la prefectura de Kagoshima, Japón, localizada al suroeste de la isla de Kyūshū. Tenía una población estimada de 27 080 habitantes el 1 de marzo de 2021 y una densidad de población de 241 personas por km².

## Geografía
Hioki está localizada en el noroeste de la península de Satsuma, en el centro oeste de la prefectura de Kagoshima. La ciudad limita al oeste y suroeste con el mar de China Oriental, al este y sureste con Hioki y al norte con Satsumasendai.

### Clima
La ciudad tiene un clima subtropical húmedo (Cfa en la clasificación climática de Köppen). La temperatura media anual en Ichikikushikino es de 17.1 °C. La precipitación media anual es de 2355 mm siendo junio el mes más lluvioso. Las temperaturas son más altas en promedio en agosto, alrededor de 27.5 °C, y más bajas en enero, alrededor de 7.1 °C.
| Parámetros climáticos promedio de Ichikikushikino | Parámetros climáticos promedio de Ichikikushikino | Parámetros climáticos promedio de Ichikikushikino | Parámetros climáticos promedio de Ichikikushikino | Parámetros climáticos promedio de Ichikikushikino | Parámetros climáticos promedio de Ichikikushikino | Parámetros climáticos promedio de Ichikikushikino | Parámetros climáticos promedio de Ichikikushikino | Parámetros climáticos promedio de Ichikikushikino | Parámetros climáticos promedio de Ichikikushikino | Parámetros climáticos promedio de Ichikikushikino | Parámetros climáticos promedio de Ichikikushikino | Parámetros climáticos promedio de Ichikikushikino | Parámetros climáticos promedio de Ichikikushikino |
| Mes                                               | Ene.                                              | Feb.                                              | Mar.                                              | Abr.                                              | May.                                              | Jun.                                              | Jul.                                              | Ago.                                              | Sep.                                              | Oct.                                              | Nov.                                              | Dic.                                              | Anual                                             |
| ------------------------------------------------- | ------------------------------------------------- | ------------------------------------------------- | ------------------------------------------------- | ------------------------------------------------- | ------------------------------------------------- | ------------------------------------------------- | ------------------------------------------------- | ------------------------------------------------- | ------------------------------------------------- | ------------------------------------------------- | ------------------------------------------------- | ------------------------------------------------- | ------------------------------------------------- |
| Temp. máx. media (°C)                             | 11.2                                              | 12.2                                              | 15.4                                              | 19.6                                              | 23.3                                              | 26.3                                              | 30.2                                              | 31.1                                              | 28.4                                              | 23.6                                              | 18.6                                              | 13.9                                              | 21.2                                              |
| Temp. media (°C)                                  | 7.1                                               | 8                                                 | 11                                                | 15.2                                              | 19.1                                              | 22.8                                              | 26.9                                              | 27.5                                              | 24.6                                              | 19.2                                              | 14.1                                              | 9.5                                               | 17.1                                              |
| Temp. mín. media (°C)                             | 3                                                 | 3.8                                               | 6.6                                               | 10.9                                              | 15                                                | 19.3                                              | 23.7                                              | 23.9                                              | 20.8                                              | 14.8                                              | 9.7                                               | 5.1                                               | 13.1                                              |
| Precipitación total (mm)                          | 96                                                | 114                                               | 147                                               | 217                                               | 248                                               | 412                                               | 351                                               | 234                                               | 227                                               | 116                                               | 98                                                | 95                                                | 2355                                              |
| Fuente:                                           |                                                   |                                                   |                                                   |                                                   |                                                   |                                                   |                                                   |                                                   |                                                   |                                                   |                                                   |                                                   |                                                   |

## Demografía
Según los datos del censo japonés, la población de Ichikikushikino ha disminuido constantemente en los últimos 70 años.
| Gráfica de evolución demográfica de Ichikikushikino entre 1940 y 2015 |
|                                                                       |
| Oficina de Estadística de Japón                                       |

## Ciudades hermanas
Ichikikushikino está hermanada con:
- Salinas, California, EE. UU.